# Niccolò Barbieri
Pour les articles homonymes, voir Barbieri.
Niccolò Barbieri dit Beltrame, né à Verceil en 1576 et mort à Modène en 1641, est un acteur et auteur dramatique italien.

## Biographie
Niccolò Barbieri fit d’abord partie de la troupe des Comici Fedeli  fondée en 1605 par Giovanni-Battista Andreini. Après avoir quitté les Fedeli, il forma une troupe avec laquelle il vint à Paris où il reçut un accueil très favorable à la cour et à la ville. Louis XIII le nomma soldat dans sa garde d’honneur.
La commedia dell'arte recouvra une partie de ses droits sous ce directeur, qui était un excellent acteur. On ne peut dire si le caractère de Beltrame existait avant lui mais Barbieri le fixa, le perfectionna et lui donna une importance toute nouvelle. Beltrame fait les personnages de père ou de mari : c’est un père un peu brusque et tenant les cordons de sa bourse serrés, mais indulgent et raisonnable ; c’est un mari débonnaire, feignant de croire aux bourdes qu’on lui conte, qui voit clair, toutefois, et qui prend sa revanche quand l’heure en est venue. Il est moins facile à duper que Pantalon, mais il a aussi plus de bonté réelle.
Son costume est très simple : il a une casaque de drap gris, la trousse et la culotte de même, une collerette de toile sans empois, une ceinture de cuir avec une escarcelle en forme de giberne par devant. Il porte un demi-masque au nez crochu, sa barbe est taillée en pointe.
Le caractère de Beltrame a persisté jusqu’à la fin du XVIIIe siècle tel qu’il se dessine, par exemple, dans les Opere drammatiche giocose de Goldoni. 
Également auteur comme la plupart des comédiens italiens, Beltrame fit jouer à l’impromptu une pièce dont plus tard il se donna la peine de développer le dialogue et qu’il fit imprimer à Turin en 1629 et à Venise en 1630. Elle est intitulée Le Malavisé ou Scapin contrarié et Mezzetin tourmenté. C’est certainement cette pièce qui a créé au personnage de Scapin une sorte de supériorité parmi les rôles de premiers zanni, c’est-à-dire de valets intrigants.
Ce n’est pas la seule œuvre de Barbieri, mais dans ses autres compositions il fut moins fidèle aux traditions de la commedia dell’arte. Outre deux tragi-comédies, Clotilda et l’Oristilla, il a également donné ce qu’il appelle un « opera tragica », intitulé Il principe Eleuriendo di Persia et une pièce mystique, La Luce imporporata (Rome, 1651).
Éprouvant le besoin de réhabiliter sa profession que ressentaient particulièrement en France les comédiens italiens, Barbieri publia, dans ce but, sa Supplica, discours familier de Nicolò Barbieri dit Beltrame, adressée à ceux qui, en écrivant ou en parlant des acteurs pour obscurcir les mérites de leurs actions vertueuses ; lecture destinée à ces galants hommes qui ne sont pas critiqueurs de parti pris ni tout à fait sots (1634), dédié à Louis XIV, et à laquelle on doit un grand nombre de renseignements intéressants sur le théâtre italien de son époque.